# Induktor

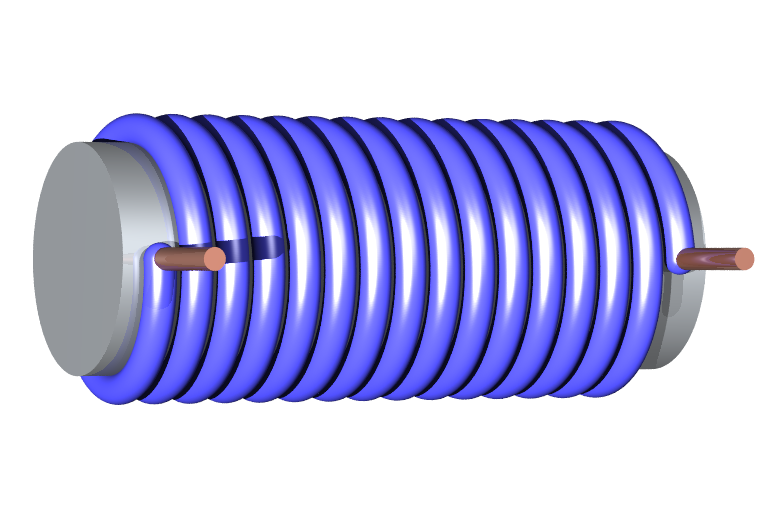
Induktor bestående av isolerad ledningstråd lindad runt en järnkärna

En induktor  eller induktiv komponent är inom elektroniken en passiv komponent med egenskapen att motverka alla förändringar i den elektriska ström som passerar genom induktorn. Den strömbegränsande förmågan består i att induktorn genererar en motriktad elektromotorisk kraft, en "mot-emk". Induktorer förekommer som spolar och drosslar.
Induktorer används bland annat för att välja ut eller blockera vissa frekvenser, eller som "stötdämpare" för snabba förändringar i den elektriska strömmen (en spole kan vara seriekopplad med en lampa för att förhindra att lampan värms upp för fort).